# Cinco lobitos
Cinco lobitos (englischer Festivaltitel Lullaby) ist ein spanischer Spielfilm unter der Regie von Alauda Ruiz de Azúa aus dem Jahr 2022. Der Film feierte am 11. Februar 2022 auf der Berlinale seine Weltpremiere in der Sektion Panorama.

## Handlung
Amalia ist vor kurzem Mutter geworden und in ihrer neuen Rolle noch sehr unsicher. Als Javi, ihr Partner, berufsbedingt für mehrere Wochen wegfährt, wendet sie sich an ihre Eltern und beschließt, zu ihnen an die baskischen Küste zu fahren. Davon erhofft sie sich Unterstützung und damit größere Sicherheit beim Umgang mit ihrem Baby. Doch als ihre Mutter plötzlich erkrankt, muss sie eine ganz andere Rolle übernehmen und erkennt: Auch als Mutter bleibt sie weiterhin Tochter.
In dem Film schwingen Rollenbilder von Müttern aus verschiedenen Generationen mit: Die Hausfrauenmütter früherer Generationen prägten die Gesellschaft und stehen im Gegensatz zu den meist berufstätigen Müttern der Gegenwart. Beziehungen innerhalb der Familie werden mit allen Ecken und Kanten gezeigt, und im Film wird die gefühlsbestimmte Reise in das Alltägliche möglich.

## Produktion

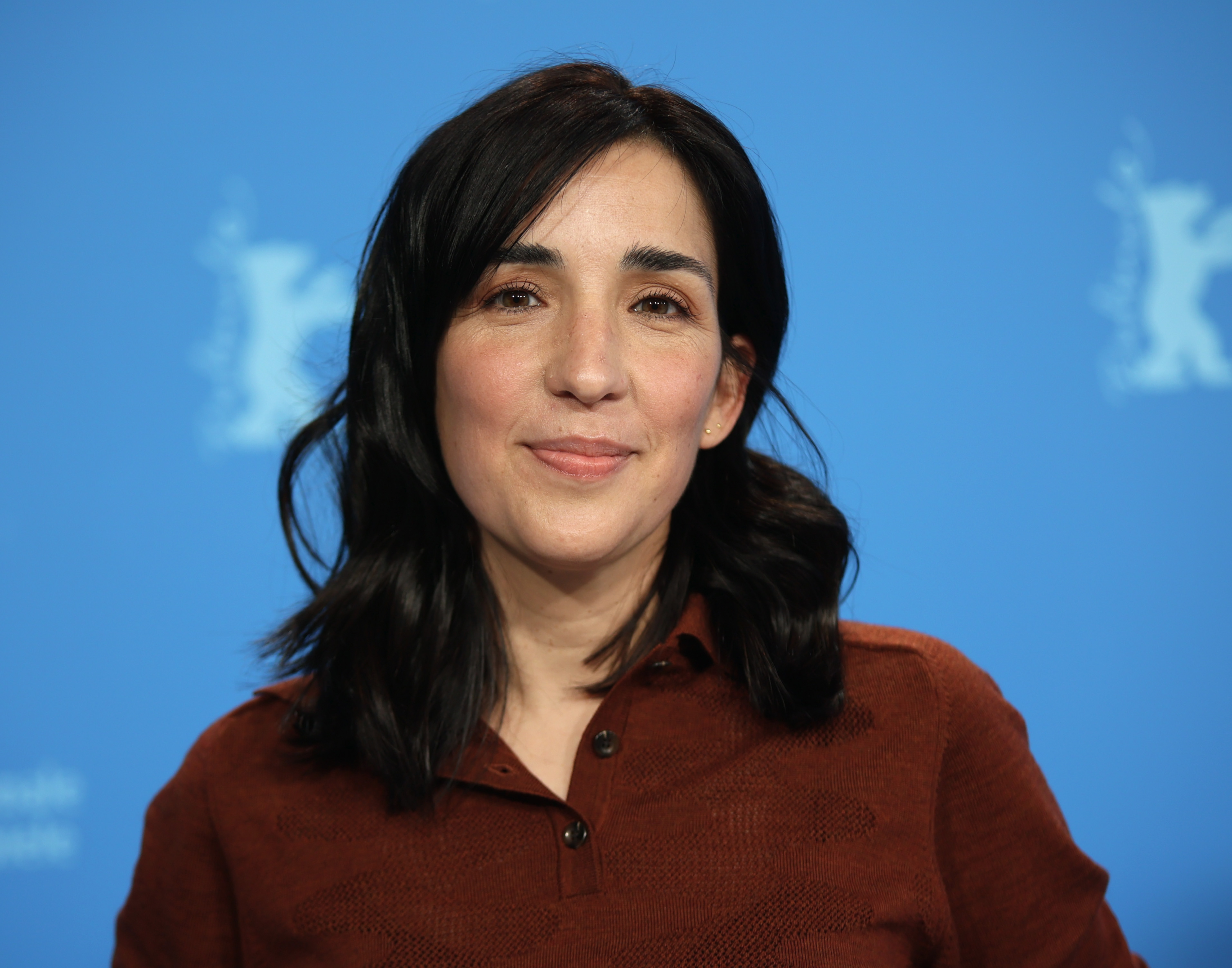
Regisseurin Alauda Ruiz de Azúa, Berlinale 2022

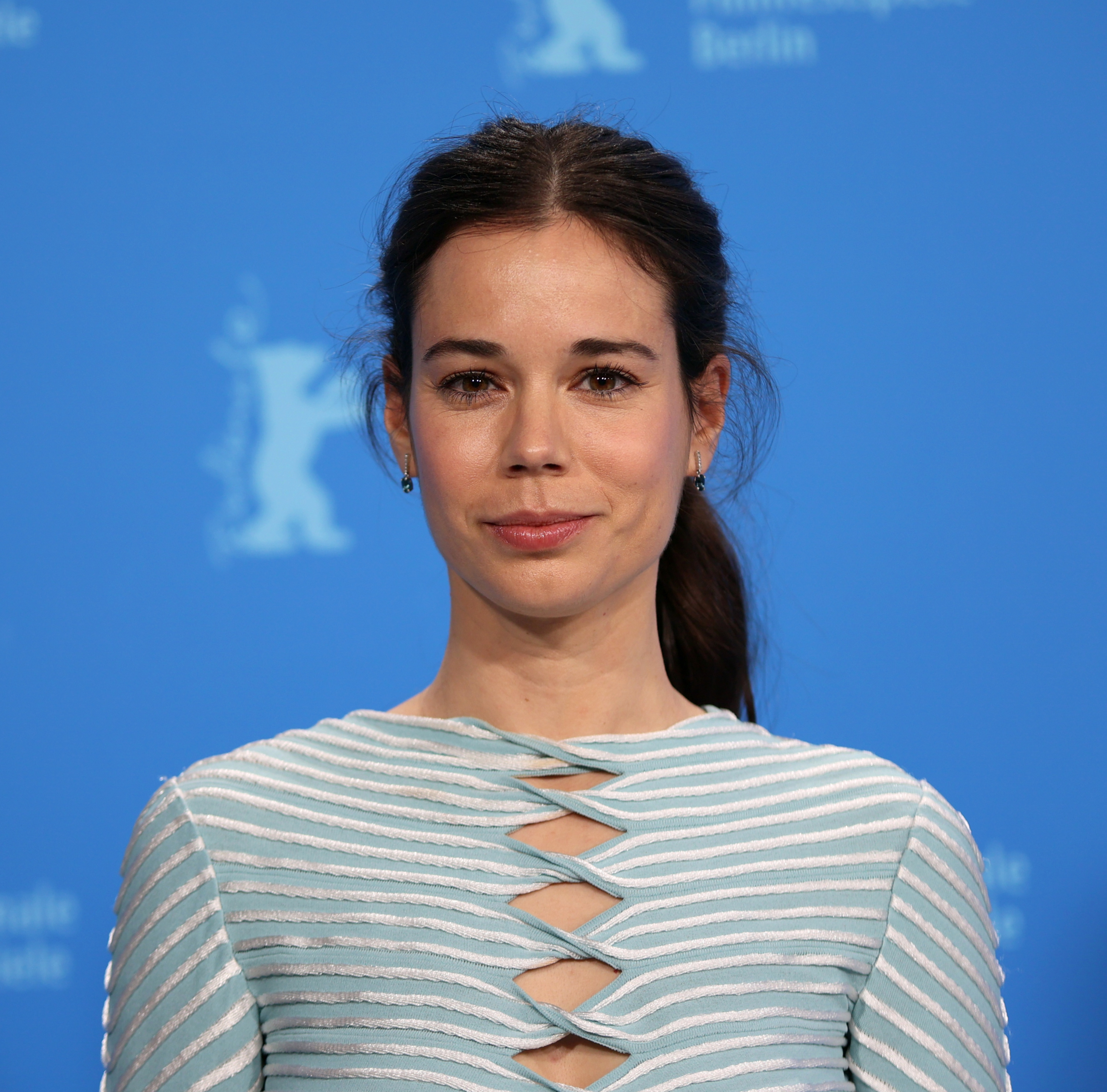
Laia Costa spielt die Rolle der Amalia, Berlinale 2022

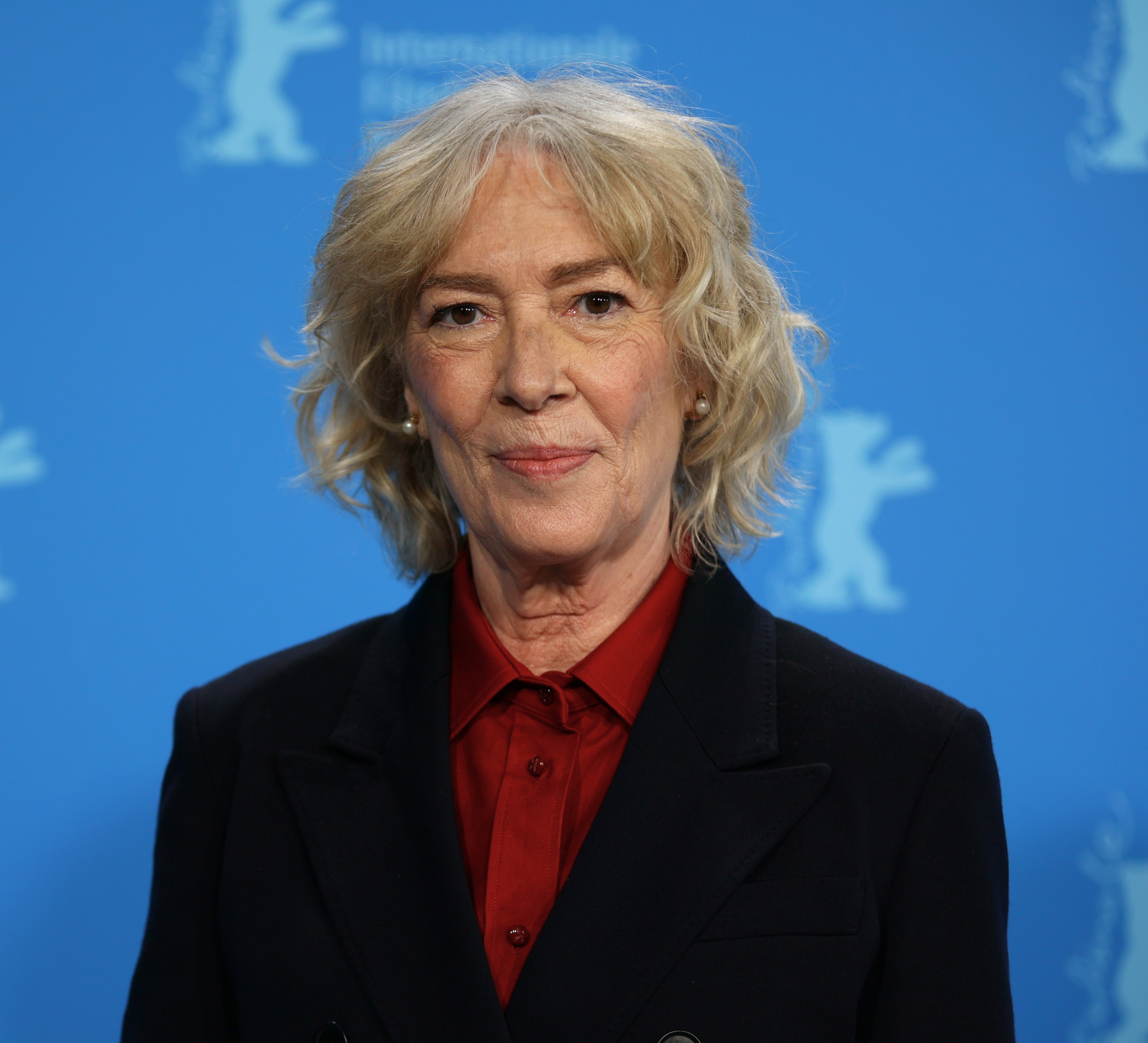
Susi Sánchez spielt die Rolle der Begoña, Berlinale 2022

### Filmstab
Regie führte Alauda Ruiz de Azúa, von der auch das Drehbuch stammt. Cinco lobitos ist ihr Spielfilmdebüt. Die Kameraführung lag in den Händen von Jon D. Domínguez, die Musik komponierte Aránzazu Calleja und Editor war Andrés Gil. Der Titel Cinco lobitos bedeutet Fünf junge Wölfe und ist der Beginn eines spanischen Kinderliedes.
In wichtigen Rollen sind Laia Costa (Amalia), Susi Sánchez (Begoña), Ramón Barea (Koldo) und Mikel Bustamante (Javi) zu sehen.

### Produktion und Förderungen
Gefördert wurde die Produktion vom Instituto de la Cinematografía y de las Artes Audiovisuales, der baskischen Regierung, der Stadt Madrid und Crea SGR.

### Dreharbeiten und Veröffentlichung
Die Dreharbeiten fanden zwischen Juni und September 2021 in Madrid, Vizcaya und Bakio statt. Für den Verleih innerhalb Spaniens ist BTeam Pictures zuständig, für den internationalen Vertrieb Latido Films. Der Film feierte am 11. Februar 2022 auf der Berlinale seine Weltpremiere in der Sektion Panorama. Der Filmstart für Spanien ist für den 20. Mai geplant.

## Auszeichnungen und Nominierungen
- 2022: Internationale Filmfestspiele Berlin: Nominierung für den GWFF Preis Bester Erstlingsfilm[4]